# Sân bay Gunsan
Sân bay Gunsan (tiếng Hàn Quốc: 군산공항) (IATA: KUV, ICAO: RKJK) là một sân bay ở Gunsan. Trong năm 2007, 133.242 lượt khách sử dụng sân bay này. Sân bay có cùng đường băng với Căn cứ không quân Kunsan, sử dụng cùng mã IATA và ICAO.

## Các hãng hàng không và điểm đến
| Hãng hàng không | Các điểm đến | Chuyến bay mỗi tuần |
| --------------- | ------------ | ------------------- |
| Korean Air      | Jeju         | 10                  |
| Eastar Jet      | Jeju         | 7                   |